# Fernando Jorge Amoreira Fernandes
Fernando Jorge Amoreira Fernandes, ou Fernando Fernandes (Carnide, 1957) é um oficial de justiça português, é o actual presidente da Assembleia de freguesia de Charneca de Caparica e Sobreda e presidente da direcção nacional do Sindicato de Funcionários Judiciais.[carece de fontes?]